# Niihama
Niihama (jap. 新居浜市 -shi) ist eine Großstadt in der Präfektur Ehime an der Nordküste der Insel Shikoku in Japan.

## Geographie
Niihama liegt östlich von Matsuyama und Saijō, und westlich von Takamatsu.

## Geschichte
Niihama wurde am 3. November 1937 gegründet.

## Verkehr
- Straße:
  - Matsuyama-Autobahn
  - Nationalstraße 11: nach Tokushima und Matsuyama
  - Nationalstraße 192
- Zug:
  - JR Yosan-Linie: nach Takamatsu oder Uwajima

## Städtepartnerschaften
- Dezhou, VR China

## Söhne und Töchter der Stadt
- Naoya Fuji (* 1993), Fußballspieler
- Takashi Fukunishi (* 1976), Fußballspieler
- Kazushito Manabe, Gewichtheber
- Nana Mizuki (* 1980), Sängerin und Synchronsprecherin

## Angrenzende Städte und Gemeinden
- Saijō
- Shikokuchūō